# Ray Richards
Raymond „Ray“ Richards (* 18. Mai 1946 in Croydon, London, England) ist ein ehemaliger australischer Fußballspieler und Fußballtrainer. Der Weltmeisterschaftsteilnehmer von 1974 spielte auf Vereinsebene hauptsächlich für den Marconi Club in Sydney.

## Leben
Der für seine kraftvollen Blutgrätschen bekannte Mittelfeldspieler Richards begann seine Karriere in England beim halbprofessionellen Verein Croydon FC in London. 1963 bekam er ein Vertragsangebot vom Ost-Londoner Verein Leyton Orient, der 1962/63 ein Gastspiel in der Ersten Division gab. Doch die Familie wanderte nach Australien aus und ließ sich im von der Sonne gesegneten Brisbane nieder.
Dort spielte er zunächst beim Latrobe Soccer Club. Latrobe wurde 1964 erster in der Liga, verlor aber die über die Meisterschaft von Queensland entscheidenden Play-offs im Grand Final gegen Merton Rovers, die in der Liga mit 12 Punkten Rückstand Zweiter waren, mit 0:1. Die Meisterschaften der Bundesstaaten waren damals im Ermangelung einer nationalen Meisterschaft bis 1977 die größten Erfolge die ein Verein erreichen konnte. Nach der Vereinigung mit dem Western Suburbs-Club wurde Latrobe 1966 wieder Ligaerster, gewann aber das Grand Final, diesmal gegen Hellenic, mit 2:1. 1967 gewann Latrobe erneut die Liga, schied aber in den Play-offs aus und Meister wurde der Aufsteiger Hollandia-Inala SC. Zum Spieljahr 1968 schloss sich Richards dem Meister an, mit dem er die Liga gewann, aber das Grand Final nach 1:1 im Wiederholungsspiel mit 2:4 gegen Merton Rovers verlor.
Anfang 1969 wechselte Richards zum Sydneyer Erstligisten South Sydney Croatia, wo er aber nicht beeindruckte.
Mitte Juni 1969 wurde er für denselben Preis, für den er eingekauft wurde, nämlich $ 4000, was in etwa einem männlichen Durchschnittsjahresgehalt entsprach, an den Zweitligisten Marconi weiterverkauft, der sich im selben Jahr bereits unter anderem mit den Nationalspielern Les Scheinflug und John Giacometti verstärkt hatte. Marconi gelang somit der erstmalige Aufstieg in die erste Liga von Neusüdwales. 1972 und 1973 folgten bereits die ersten beiden Meisterschaften von Neusüdwales in der Vereinsgeschichte. Nachdem der Verein die Liga jeweils als Zweiter beendet hatte, folgten in den Grand Finals 1:0- und 2:1-Siege gegen St. George Budapest und den Hakoah Club. Nachdem Leo Baumgartner Ende Juni 1974 ob des dürftigen Tabellenstandes beim Vorjahresmeister abdankte agierte Richards bis 1975 bei Marconi auch als Trainer. 1976 kehrte Meistertrainer Ralé Rašić, der auch Australiens Trainer bei der WM 1974 war, wieder zurück. Die nationale Liga begann 1977 und Marconi wurde dort 1979 Meister, doch schon zu Beginn des Jahres war Richards zum Aufsteiger APIA Leichhardt, ein wie Marconi von italienischen Einwanderern gegründeten Verein, abgewandert, wo er auch gleichzeitig Assistenztrainer wurde. Schon im Juli 1978 hatte er sich um das Amt des Jugendnationaltrainers beworben. Nach dem Abgang von Trainer Jim Adam im Mai wurde er dessen Nachfolger bei APIA. Aufgestellt hat er sich nicht mehr; er spielte das letzte Mal im April gegen Heidelberg United. APIA beendete die Saison als Achter.
Des Weiteren bestritt Richards beginnend mit der umstrittenen Vietnam-Reise von 1967 bis 1975 insgesamt 60 Partien, 36 davon in offiziellen Länderspielen, in der australischen Nationalmannschaft, in denen er zehn Tore erzielte. Mit Australien nahm er an der Fußball-Weltmeisterschaft 1974 teil. Richards war der erste Australier, der in einem Fußball-Weltmeisterschaftsspiel des Feldes verwiesen wurde: Im Spiel gegen Chile am 22. Juni 1974 (0:0) erhielt er zwei Gelbe Karten und es dauerte etwa fünf Minuten nach der zweiten bis der Schiedsrichter Jafar Namdar in der 83. Minute die Rote Karte zückte. 
Richards spielte auch in den Auswahlmannschaften von Queensland und New South Wales.
Er wurde gepriesen, als er 1981 das Fußball-Segment im sonntäglichen Programm Sports World des Fernsehsenders Channel 7 übernahm. 1981 begann er auch eine Kolumne bei der Sydneyer Sonntags-Boulevardzeitung The Sun-Herald.
1982 machte er Trainer bei der Johnny Warren-Soccer Academy.

### Hunde
Später begeisterte sich Richards für Hunderennen und hatte schließlich auch selbst einige Greyhounds auf den Rennbahnen Australiens laufen. Grandiosen Erfolg hatte er mit Tenthill Doll die er für 20.000 Dollar gekauft hatte und von der er einen hälftigen Anteil an einen Freund weiterveräußerte. In 56 Rennen gewann die Hündin, die zuhause auf den Namen Sally hörte, 31 Mal, wurde 10 Mal Zweite und sieben Mal Dritte und gewann dabei 382.660 Dollar. In US-Dollar umgerechnet war sie damals sehr knapp hinter Mo Kick aus den USA der bisher bestverdienende Hund weltweit. 1999 wurde sie in die Australian Greyhound Racing Association Hall of Fame aufgenommen. In Bayern würde man sagen, „a Hund is er scho, der Ray!“

## Erfolge
- Meisterschaft von Queensland
  - Liga: 1964, 1966, 1967, 1968
  - Grand Final: 1966

- Meisterschaft von Neusüdwales
  - Grand Final: 1972, 1973